# Горбаневка (Полтавская область)
Горбаневка (укр. Горбанівка) — село,
Щербаневский сельский совет,
Полтавский район,
Полтавская область,
Украина.

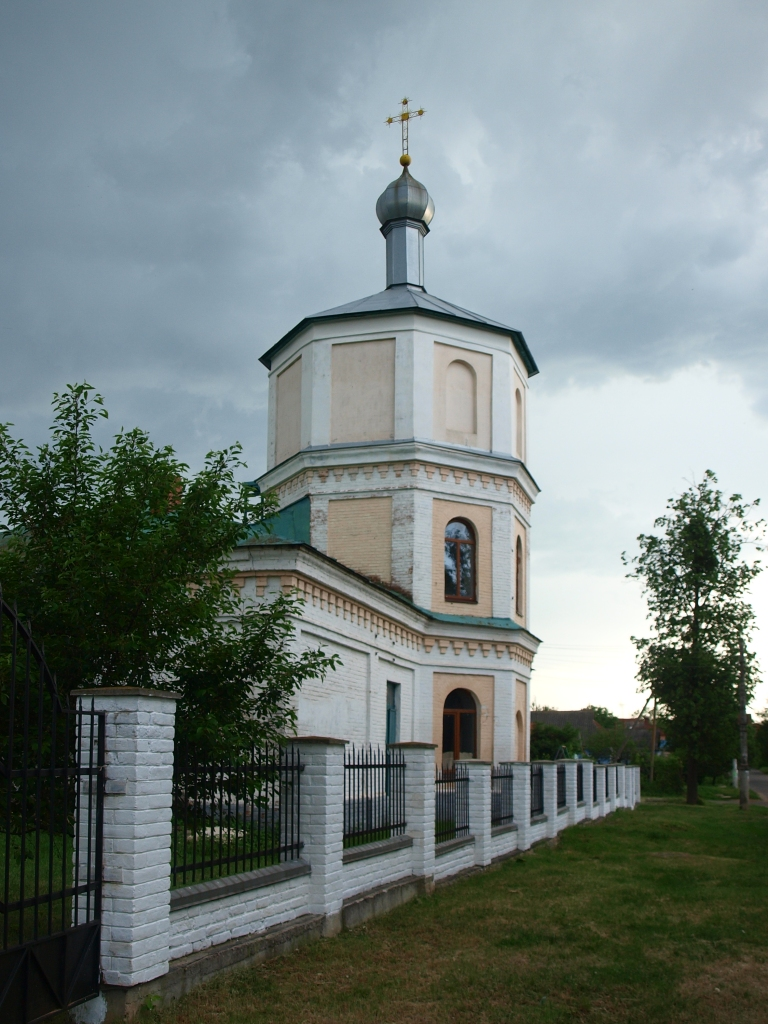
Храм Рождества Богородицы

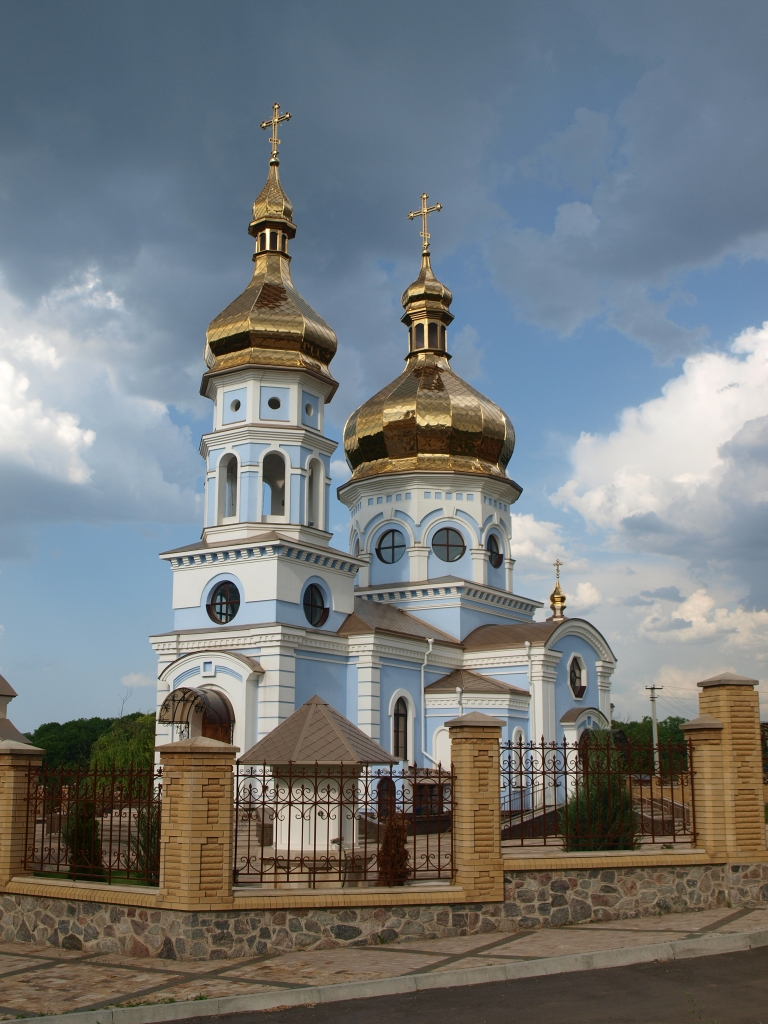
Новый храм Рождества Богородицы

Код КОАТУУ — 5324087703. Население по переписи 2001 года составляло 803 человека.

## Географическое положение
Село Горбаневка примыкает к городу Полтава, расположено на расстоянии в 0,5 км от села Рассошенцы.
По селу протекает небольшой ручей с запрудой.
Рядом проходят автомобильные дороги М-03 и М-22 (E 577).

## История
- Универсалом Мазепы от 1703 года село Горбаневка отдали полтавскому протопопу Лукьяну Старицкому.

## Экономика
- «Грин-Капитал Украина», ООО.
- «Полтаваплемсервис», ОАО.
- Полтавская областная ветеринарно-медицинская лаборатория, ГП.
- «Укртатнафта», торговый дом, ЗАО, филиал.

## Объекты социальной сферы
- Горбаневский гериатрический пансионат ветеранов войны и труда.
- При СССР в селе действовал дом отдыха «Горбанёвка» Харьковского межобластного управления курортами ВЦСПС, расположенный в 6 км от Полтавы, при котором были пруд с пляжем, большой фруктовый сад и парк.[2] Один день пребывания здесь в 1953 году стоил 20 советских рублей.[2]

## Религия
- Храм Рождества Пресвятой Богородицы.